# Тропа Неандерланд
Тропа Неандерланд (нем. Neanderlandsteig) — кольцевая туристская тропа длиной примерно 230 км, проложенная и промаркированная в административном районе Меттман и в соседних приграничных территориях городов Эссен, Дюссельдорф и Золинген (земля Северный Рейн-Вестфалия, Германия). Маркировка тропы вглядит как квадратное красное поле с наклонной крупной белой буквой «N». Тропа разделена на 17 этапов и поэтапно начала открываться для туристов с 23 июня 2013 года. С сентября 2014 года она полностью открыта, промаркирована и доступна для посетителей.

## Описание
Круговое движение по тропе начинается от железнодорожной платформы Невигес (Neviges) и идёт против часовой стрелки. Сначала по холмам мимо старого еврейского кладбища с православным русским захоронением она приводит к группе фермерских хозяйств Виндрат, а затем и к красотам так называемой Эльфрингхаузенской Швейцарии. Далее путь проходит мимо усадьбы Ниренхоф через холмистую местность Фосснакен между Эссен-Купфердре и Фельберт-Митте на запад до долины Фогельзанг, что севернее центра городка Хайлигенхаус. Через Изенбюгель путь приводит к склонам долины Рура у исторического годка Кеттвиг. Следуя через Мюльхайм-Минтард и Мюльхайм-Зельбек туристы оказываются в обширном лесном массиве между Дуйсбургом, Мюльхаймом и Дюссельдорфом. Далее следуют Ратинген-Линфопт и ручей Шварцбах, Эркрат, Дюссельдорф-Унтербах, Хильден-Вест, Дюссельдорф-Гарат, Баумберг, Монхайм, Ройсрат и Олигская с Хильденская лесистые пустоши. Пересекая долину Иттера у Хана туристы попадают в верхнюю часть долины Дюсселя у археологической стоянки первобытного неандертальского человека, откуда через Грютен и посёлок Дюссель возвращаются в Невигес.

## Этапы
1. Фельберт-Невигес — Фельберт-Нордрат (8.1 км)
2. Фельберт-Нордрат — Фельберт-Ниренхоф (14,6 км)
3. Фельберт-Ниренхоф — Фельберт (14,6 км)
4. Фельберт — Эссен-Кеттвиг (14,1 км)
5. Эссен-Кеттвиг — Мюльхайм-Зельбек (10,5 км)
6. Мюльхайм-Зельбек — Ратинген (17,5 км)
7. Ратинген — Ратинген-Хомберг (13,2 км)
8. Ратинген-Хомберг — Эркрат (16,3 км)
9. Эркрат — Хильден (14,7 км)
10. Хильден — Дюссельдорф-Гарат (11,8 км)
11. Дюссельдорф-Гарат — Монхайм-на-Рейне (15,2 км)
12. Монхайм-на-Рейне — Лангенфельд-Ройсрат (13,3 км)
13. Лангенфельд-Ройсрат — Золинген-Олигс (16 км)
14. Золинген-Олигс — Хан-Хюльсберг (13,9 км)
15. Хан-Хюльсберг — Хан-Грютен (12,3 км)
16. Хан-Грютен — Вюльфрат-Дюссель (18,6 км)
17. Вюльфрат-Дюссель — Фельберт-Невигес (12,2 км)

## Дополнительная информация
Некая фирма, занимающаяся маркетингом в регионе Меттмана, искала свой логотип среди достопримечательностей города. К этому времени мировую известность получила самая главная местная достопримечательность — Неандертальская часть долины реки Дюссель, названная так потому, что её красоты открыл для жителей Дюссельдорфа протестантский священник Неандер; кроме того, здесь была обнаружена стоянка первобытного человека, получившая в научных кругах название неандертальской. Таким образом, маркетинговая фирма стала у истоков нового слова и торгового знака «Неандерланд» (страна Неандера). Для продвижения своих целей эта маркетинговая фирма решила своими силами спроектировать круговой туристский маршрут, проходящий через все основные достопримечательности района и назвать его своим торговым знаком «Неандерланд». Она инвестировала в проект 675 тысяч евро. Работы по созданию тропы начались в 2011 году. 97% тропы были проложены по уже существовавшим туристским маршрутам. Первые 5 этапов длиной 66 км между Ханом и Фельбертом были закончены осенью 2012 года.

## Соединение туристских маршрутов
Между Ханом и Невигесом тропа Неандерланд проходит параллельно новому туристскому маршруту «Бергский путь», разработанному Зауэрландским горным обществом туристов.